# Weston (Floryda)
Weston – miasto w Stanach Zjednoczonych, w stanie Floryda, w hrabstwie Broward.